# Christliches Klinikum Unna West
Das Christliche Klinikum Unna Standort West (bis 2020 Evangelisches Krankenhaus Unna) ist ein Krankenhaus der Grund- und Regelversorgung in der Rechtsform einer Stiftung des privaten Rechts mit 320 Planbetten in den Hauptabteilungen Innere Medizin, Allgemein- und Viszeralchirurgie, Unfallchirurgie, Orthopädie, Gefäßchirurgie, Neurologie und Anästhesiologie. Es beschäftigt rund 900 Mitarbeiter. Jährlich werden ca. 12.000 stationäre und 27.000 ambulante Patienten behandelt.

## Geschichte

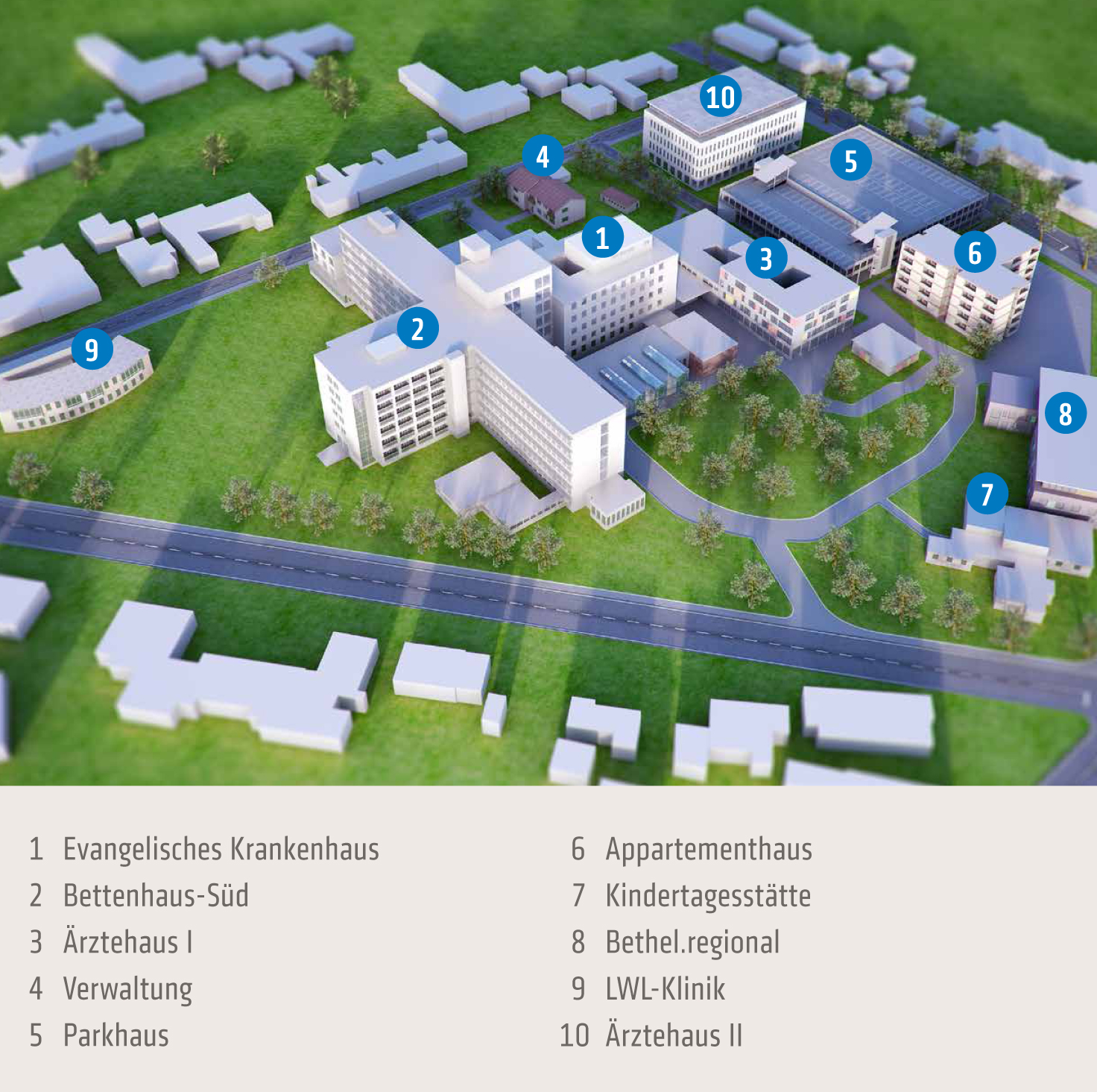
Campusübersicht

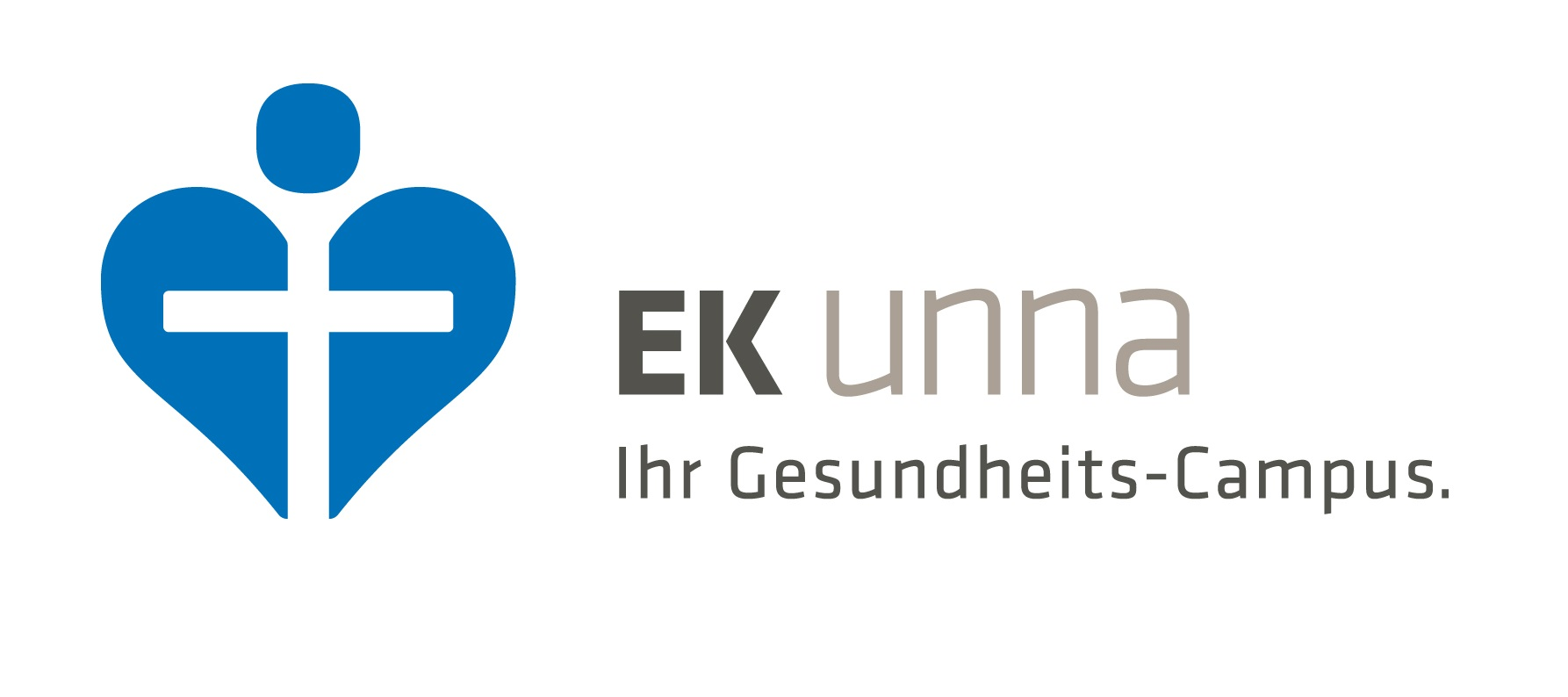
Logo des Evangelischen Krankenhauses Unna

Das Evangelische Krankenhaus Unna wurde als Kranken- und Armenanstalt am 1. November 1858 gegründet.
Das Fundament für die Errichtung einer medizinischen Einrichtung wurde aber bereits im Jahre 1315 gelegt, als aus einer Bürgerstiftung heraus das Hospital „Zum Heiligen Geist“ ins Leben gerufen wurde. Damals aber wurde das Wort „Hospital“ vor allem im Zusammenhang mit einer Armen- und Bedürftigenanstalt verwendet.
Mit der wachsenden Bevölkerung in den Städten und der damit verbundenen wachsenden Zahl von Epidemien entstand auch der Wunsch nach einer effizienten Einrichtung mit medizinischer Betreuung. In Unna schufen evangelische Mitglieder des Armenvorstandes der Stadt am 5. November 1857 die Voraussetzungen für die Errichtung einer solchen Einrichtung.
Wesentlich für alle Beschlüsse war, dass am 13. November 1857 die Witwe Minette Poetter (geb. Koester) der Stadt Unna ihr Grundstück zum Eigentum übertrug, mit der Maßgabe, darauf ein evangelisches Armen- und Krankenhaus einzurichten. Mit dem Tod Poetters am 4. März 1858 wurde die Schenkung rechtskräftig, und die Einrichtungsarbeiten des Krankenhauses konnten beginnen. Am 1. November 1858 wurde das Unnaer Kranken- und Armenhaus im Gebäude der Koesterschen Stiftung eröffnet. Bedingt durch neue Erkenntnisse auf den Gebieten der Medizin und Krankenpflege sowie die wachsende Patientenzahl, mangelte es zunehmend an Raum. Aus diesem Grund wurde das alte Gebäude verkauft, um einen Neubau zu errichten, der im Oktober 1889 eingeweiht wurde. Bis zum Ersten Weltkrieg wurde das neue Krankenhaus mehrmals erweitert.
Mit dem Ersten Weltkrieg wurde das Evangelische Krankenhaus vor neue Aufgaben gestellt: Von 1914 bis 1919 wurde zusätzlich ein Militärlazarett eingerichtet. Gleichzeitig ging der Krankenhausbetrieb für die Unnaer weiter. Nach dem Krieg begann die Institution mit notwendigen Neustrukturierung und einem Ausbau des Gebäudes.
Während des Zweiten Weltkriegs wurde im Katholischen Krankenhaus ein Reservelazarett eingerichtet, und die medizinische Versorgung der Zivilkranken erfolgte im Evangelischen Krankenhaus, das mehrfach Opfer von Artilleriefeuer wurde. Wegen der völligen Überlastung des Hauses wurde Anfang der 1950er Jahre ein Neubau geplant, der am 14. Juni 1953 fertiggestellt und eingeweiht wurde. In den folgenden 25 Jahren standen weitere Umbaumaßnahmen und Erweiterungsbauten im Vordergrund. Ein modernes und leistungsfähiges Gebäude, das auf einem T-förmigen Grundriss errichtet wurde, wurde im Dezember 1966 eröffnet. Es folgten noch zahlreiche Erweiterungen.
In den Organisationsstrukturen passte sich das Haus den Entwicklungen im Krankenhauswesen an, die sich immer mehr an ökonomischen Gesichtspunkten orientierten. 1997 änderte die Stiftung ihre Satzung – fortan sollte nicht mehr ein ehrenamtliches Kuratorium, sondern ein hauptamtlicher Stiftungsvorstand die Klinik leiten. Auf dem Campusgelände des Evangelischen Krankenhauses befanden sich  eine Tageseinrichtung für psychisch kranke Menschen (LWL-Klinik), eine Einrichtung für Frauen und Männer mit komplexen Behinderungen und Epilepsie (Bethel-Regional), eine Kindertagesstätte, zwei Ärztehäuser und ein Parkhaus.
Zum 150. Jubiläum im Jahr 2008 ließ die Klinik ein neues Logo entwickeln. Eine stilisierte rote Rose soll an die heilige Elisabeth von Thüringen erinnern, eine ungarische Adlige, die das Hospital in Marburg stiftete. Im Rahmen dieser Jubiläumsfeier richtete das Klinikum eine Festwoche aus, in deren Rahmen mehrere Informationsveranstaltungen, Gottesdienste, Vorträge und Symposien organisiert wurden. Entsprechende Veranstaltungen fanden unter anderem in der Evangelischen Stadtkirche von Unna statt.

## Fusion und Aufgabe des Standortes
Im Jahr 2020 fusionierten das Evangelische Krankenhaus Unna mit dem Katharinen-Hospital. Seither lautet die offizielle Bezeichnung Christliches Krankenhaus Unna West (CKU West), während das ehemalige Katharinen-Hospital zum christlichen Krankenhaus Unna Mitte (CKU Mitte) wurde. Im Standort West sind die Anästhesiologie, die Intensivmedizin, die Schmerztherapie, die Unfall- und Wiederherstellungschirurgie, die Gefäßchirurgie, die Geriatrie, die Innere Medizin, die Neurologie, die Orthopädie und eine Notaufnahme angesiedelt. Zudem gibt es Zentren für Epilepsie und orthopädische Schmerztherapie.
Im August 2023 wurde bekannt, dass im Rahmen der Krankenhausplanungen des Bundeslandes Nordrhein-Westfalen der Krankenhausstandort West geschlossen wird. Die Zusammenlegungen des Leistungsspektrums der Kliniken im Standort Mitte erfolgt unter begleitender Förderung durch das Bundesland Nordrhein-Westfalen in Höhe von fast 100 Millionen Euro. Hiermit wurde ein Erweiterungsbau am Klinikum Mitte, die während des laufenden Betriebes erfolgen, und diesen nicht einschränken soll.

## Unternehmensleitung
Die Unternehmensleitung des Evangelischen Krankenhauses Unna setzt sich aus dem Stiftungsvorstand (Geschäftsführer), der Pflegedirektorin sowie dem Ärztlichen und stellvertretenden Ärztlichen Direktor zusammen.